# 谷钰之
谷钰之（1916年—2001年），男，山东文登人，中国胸外科专家，曾任北京医学院附属人民医院外科主任，北京医科大学教授、博士生导师。